# Carl-Herman Hjortsjö
Carl-Herman Hjortsjö né le 8 décembre 1914 à Malmö en Suède et mort le 3 juillet 1978 à Varberg, est un anatomiste suédois connu pour ses travaux sur l'expression faciale. Ses travaux ont influencé Freitas-Magalhães and Paul Ekman dans ses recherches.

## Biographie
Carl-Herman Hjortsjö est le fils du médecin Herold Hirschlaff. Il étudie à l'université de Lund et en sort diplômé en 1945. Il y enseigne l'anatomie à partir de 1948,.